# IFK Rättvik Bandy
IFK Rättvik Bandy är bandysektionen i den 1906 bildade svenska idrottsföreningen IFK Rättvik.
Bandylaget tog en plats i Sverigeeliten under 1920-talet. I svenska mästerskapet 1925 slog man sensationellt ut IFK Uppsala med 2-1 och 1928 vann man svenska IFK-mästerskapet.
IFK Rättvik spelade svensk mästerskapsfinal 1938, vilken dock förlorades mot Slottsbrons IF med 2-5. Under 1941 års säsong gick man till semifinalspel, där det blev stryk mot Sandvikens AIK. Klubben spelade 17 säsonger i Sveriges högsta division mellan 1936 och säsongen 1951, och skrapade totalt ihop 100 poäng där. Bland annat har klubben fostrat 27 svenska bandylandslagsmän. Exempel på spelare från IFK Rättvik är Einar Tätting, Stor Sätra, Kjell Dahls, Dan Hjelm, Anders Svensson och Felix Pherson.
IFK Rättvik gör nu i säsongen 22/23 en satsning att nå Elitserien för både herr och damlag. IFK Rättvik har för övrigt ett samarbetsavtal med Edsbyns IF som möjliggör lån av spelare med spetskompetens.
Säsongen 2009/2010 blev hallen Rättvik Arena klar, som sedan dess är föreningens hemmaplan.